# Линии Коттонера

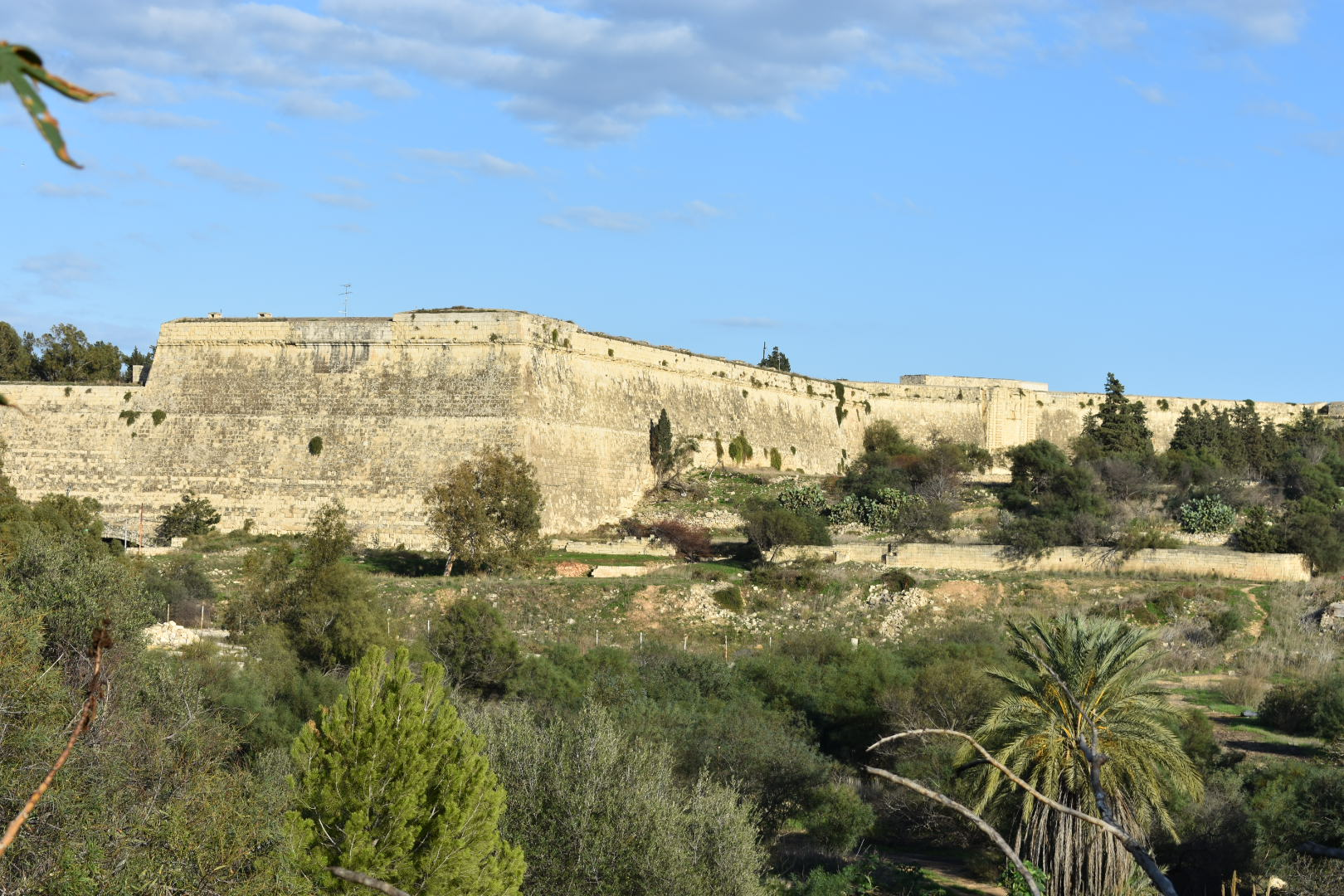
Линии Коттонера

Линии Коттонера (мальт. Is-Swar tal-Kottonera), также известные как Линии Вальперга (мальт. Is-Swar ta 'Valperga); ранее известные как Линии Санта-Маргарита — бастионы, построенные в городах Бормла (Коспикуа) и Биргу на Мальте. Были возведены в XVII—XVIII веках для обороны и защиты так называемых «Трёх городов». Бастионы находятся на берегу Средиземного моря.
В 1638 году началась постройка «Линий Санта-Маргарита». Недостроенные, они всё равно защищали города Биргу и соседний город Сенглеа. Работа вскоре прекратилась из-за нехватки средств, и укрепления остались незавершёнными. В 1669 году, после нападения османцев на Мальту было решено построить новую крепость, окружив старую. Новые оборонительные линии были названы в честь Великого Магистра Мальтийского Ордена Николаса Котонера. Архитектором стал итальянец Антонио Маурицио Вальперга, в честь которого бастион получил своё второе название. Он также построил рядом «Линии Флориана» с бастионами Прованс, Нотр-Дам, бастионы святых Филиппа, Джеймса, Луки, Анны, Фрэнсиса.
В начале 18 века были предприняты большие усилия для завершения строительства линий. Во время блокады французов в 1798 году были построены продолжения линии Котонера. В 19 веке английские завоеватели вторглись на Мальту и построили укрепление Святого Клементия, которое соединяло Линии Коттонера с Линиями Санта-Маргарита. Линии Котонера были внесены в Список памятников 1925 года.
Перечисление бастионов по часовой стрелке и их описания:
- Бастион св. Лаврентия — бастион, соединяющий линии с фронтовыми укреплениями в Биргу. Его нижняя часть была разрушена во время Второй мировой войны, а в верхней теперь находится школа.
- Бастион Св. Спасителя (Сан-Сальваторе) — пятисторонний бастион, защищающий одноимённый форт. Был построен в 1724 году.
- Бастион св. Людовика (Сан — бастион, в котором есть место для стрельбы (со времён Второй мировой войны), кладбище девятнадцатого века и частный сад.
- Бастион св. Иакова — бастион, в котором хранится порох. Сейчас превращён в часовню.
- Бастион Девы Марии (Нотр-Дам) — бастион, рядом с которым находится глубокий ров, вырытый в 19 веке.
- Бастион без названия, находящийся между бастионами Нотр-Дам и бастионом святого Климента — бастион, отреставрированный в 19 веке. На его стенах имеется теналь.
- Бастион св. Климента — пятисторонний бастион, имеющий оборонительную линию и комнату с порохом. Во время Второй мировой войны были построены четыре бетонных основания.
- Бастион св. Николая — бастион, имеющий внутри казарму и казематы.
- Бастион св. Иоанна — бастион, на месте которого в 1960-х годах был построен жилой дом.
- Бастион св. Павла — бастион, имеющий тоннель, по которому можно пройти до Трёх городов. Сейчас там сделана автодорога.
- Бастион Вальперги — бастион, снесённый в 1870 году для построения верфи.